# Nibe Kirke
Nibe Kirke ligger i Nibe Sogn i Aalborg Kommune. Den hører til Støvring Provsti og Aalborg Stift.
Kirken er bygget i 1. halvdel af 1400-tallet og gennemgik en omfattende restaurering, der afsluttedes i 1996.

## Eksterne kilder og henvisninger
- Nibe Kirke hos KortTilKirken.dk